# Al-Aqsa-Moschee
Die al-Aqsa-Moschee (arabisch المسجد الأقصى al-masdschid al-aqsa, DMG al-masǧid al-ʾaqṣā ‚die ferne Kultstätte‘; hebräisch מִסְגַּד אַל-אַקְצָא Misgad al-Aqzā) oder Al-Aksa-Moschee auf dem Tempelberg in der Jerusalemer Altstadt gilt als drittwichtigste Moschee des Islams nach der al-Harām-Moschee mit dem zentralen Heiligtum der Kaaba in Mekka und der Prophetenmoschee mit dem Grab des Propheten Mohammed in Medina. Zu der Moschee gehören vier Minarette.

## Name
Der im islamischen Traditionswesen überlieferte Name al-masdschid al-aqsā („Die ferne Kultstätte“) nimmt Bezug auf den ersten Vers der 17. Sure des Koran, den Rudi Paret wie folgt übersetzt:

„Gepriesen sei der, der mit seinem Diener (d. h. Mohammed) bei Nacht von der heiligen Kultstätte (in Mekka) nach der fernen Kultstätte (in Jerusalem), deren Umgebung wir gesegnet haben, reiste […]“

  Schon die früheste Koranexegese versteht die hier erwähnte heilige Kultstätte als Qibla mit den dortigen sakralen Bauten. Gemäß der apokalyptischen Literatur fand die Himmelfahrt Mohammeds von dieser Stätte aus statt. Tatsächlich wurde die al-Aqṣā-Moschee jedoch erst ca. 90 Jahre nach dem im Koran geschilderten Ereignis erbaut. 
In der Gegenwart wird sie im Arabischen mit folgenden Worten umschrieben: die erste der beiden Gebetsrichtungen (d. h. Jerusalem vor Mekka) und die dritte der beiden Heiligen Stätten (d. h. nach Mekka und Medina).
Im heutigen Sprachgebrauch heißt al-Aqṣā nicht nur die Moschee, sondern der gesamte Bezirk, der Tempelberg.

## Vorgeschichte
Im Bereich der Moschee stand der Herodianische Tempel, den König Herodes um 20 v. Chr. errichten ließ und der 70 n. Chr. im Jüdischen Krieg von den Römern unter Titus zerstört wurde. Von diesem Tempel steht nichts mehr. Vom herodianischen Tempelberg aber steht noch das gesamte Plateau und dessen Umfassungsmauern. Bekannt ist vor allem die westliche Stützmauer, die sog. Klagemauer. Vor den israelischen Grabungen im Jüdischen Altstadtviertel nahm man an, dass die von dem byzantinischen Kaiser Justinian I. um 530 errichtete christliche Kirche, die der Seligen Jungfrau geweiht war, an der Stelle der späteren Al-Aqsa-Moschee gestanden habe. Diese Kirche wurde im Jahre 614 im Rahmen der Eroberung Jerusalems durch den sassanidischen Großkönig Chosrau II. zerstört und auch nach der Rückeroberung der Stadt durch die Byzantiner 628 als Ruine belassen, schrieb beispielsweise Adrian Fortescue 1910 in einem Beitrag für die Catholic Encyclopedia. Heute ist Konsens, dass sich die Nea-Kirche Justinians nicht auf dem Tempelberg befand, sondern auf einem Stadthügel südwestlich davon errichtet wurde.
Nach der Eroberung Jerusalems durch den Kalifen Umar ibn al-Chattab im Jahr 638 ließ dieser am Ort der heutigen al-Aqsa-Moschee das erste Moscheegebäude aus Holz errichten.

## Geschichte

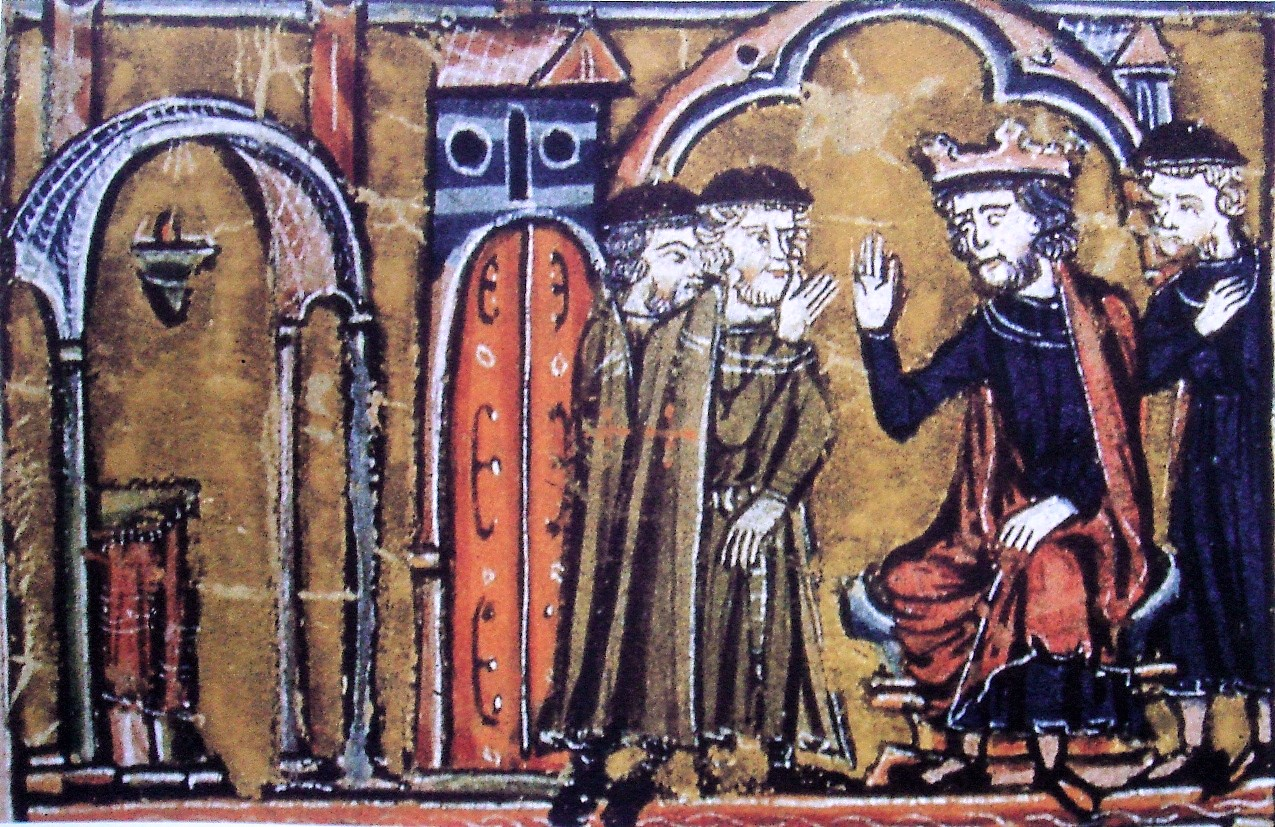
Balduin II. übergibt die Moschee den Templern; Miniatur aus dem 13. Jahrhundert

Nachdem Kalif Abd al-Malik um 692 den Felsendom hatte fertigstellen lassen, ließ er auch den hölzernen Vorgängerbau abreißen und an dessen Stelle die steinerne al-Aqsa-Moschee errichten. Papyri aus Aphrodito in Oberägypten verweisen darauf, dass die Arbeiten zwischen 706 und 717 stattfanden.
Bei der Eroberung Jerusalems 1099 kamen durch das Heer des Ersten Kreuzzugs hier zahlreiche Menschen zu Tode, die in der Moschee Schutz gesucht hatten. Das Kreuzfahrer-Königreich Jerusalem nutzte das Gebäude ab 1104 vorübergehend als Königspalast, bevor nahe dem Davidsturm ein neuer Palast fertiggestellt wurde. In dieser Zeit wurden die Fundamente ausgebaut, um Platz für Ställe und Lagerräume zu schaffen. Nach dem Umzug des Königspalastes gab König Balduin II. von Jerusalem 1119/1120 einen Flügel des Gebäudes dem neugegründeten Orden der „armen Ritter Christi“ unter Hugo von Payns und Gottfried von Saint-Omer als Hauptquartier, der sich bald nach diesem Ort Templerorden nannte und ihn zu seinen Zwecken ausbaute.
Nach der Rückeroberung Jerusalems durch Saladin wurde das Gebäude wieder in eine Moschee umgestaltet. Saladin nahm am 9. Oktober 1187 an einem großen Dankesgottesdienst teil. Nach dem Frieden von Jaffa von 1229 zwischen Friedrich II. und al-Kamil, als die Kreuzfahrer Jerusalem erneut in Besitz nahmen, blieb die Moschee wie das ganze Tempelviertel mit dem Felsendom in muslimischen Händen.
1969 verübte der australische Tourist Denis Michael Rohan einen Brandanschlag auf die al-Aqsa-Moschee, bei dem unter anderem die Dekoration des Mihrab in der Südwand stark beschädigt und der Minbar mit seiner Intarsienarbeit aus Zedernholz zerstört wurde, beides Geschenke Sultan Saladins. Rohan wurde bei seiner Tat offenbar von einem religiösen Wahn geleitet. Bei der Instandsetzung wurden die Kapitelle aus der Kreuzfahrerzeit durch Kopien von Kapitellen im islamischen Stil ersetzt, um die Erinnerung an die einstige Nutzung der Moschee als Kirche zu tilgen.
Nicht-Muslimen ist (Stand 2003) der Aufenthalt in der al-Aqsa-Moschee nur mit Sondergenehmigung der Waqf-Behörde Jerusalem für fromme Stiftungen gestattet – generell ist er unerwünscht.

## Galerie

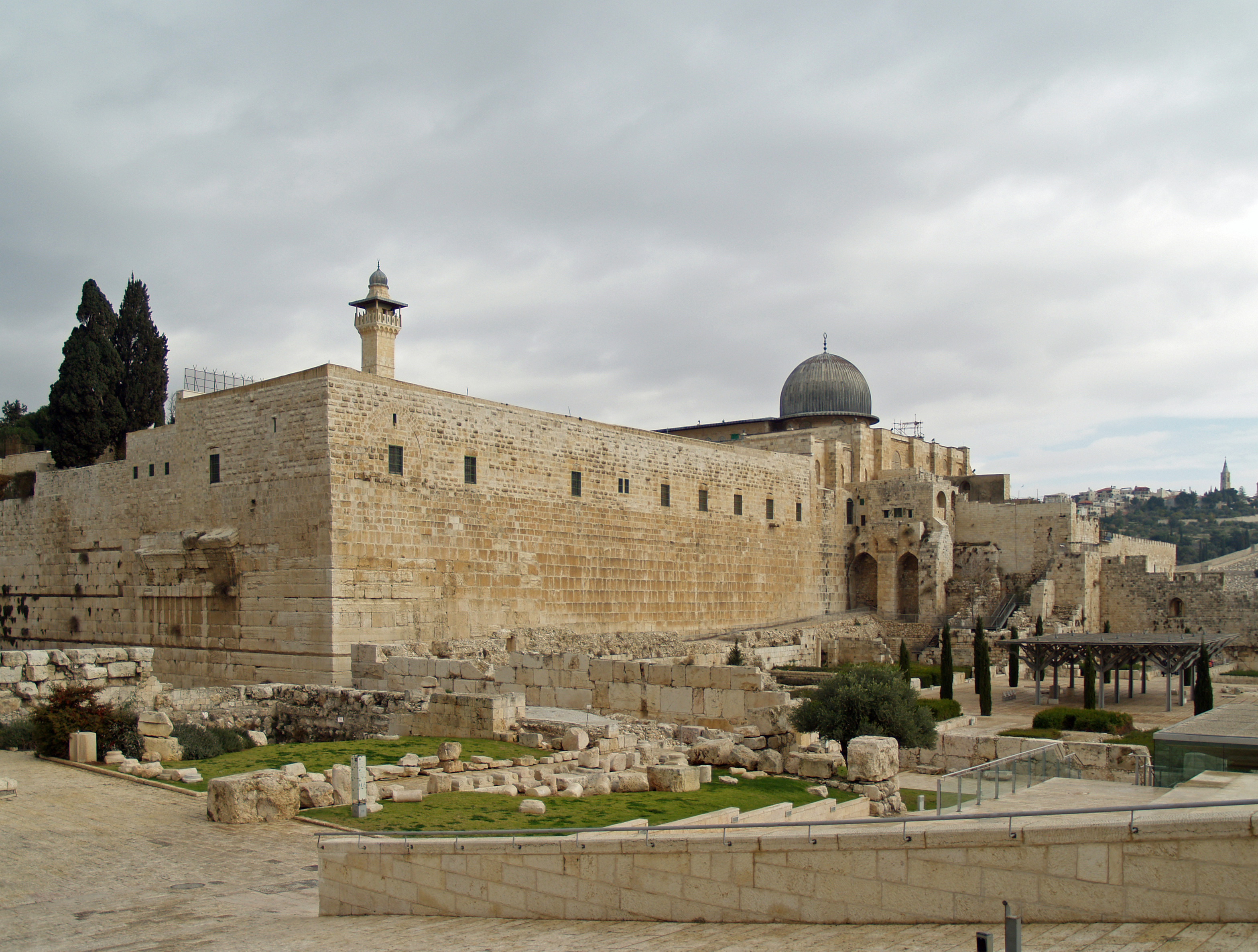
al-Aqsa-Moschee, 2007
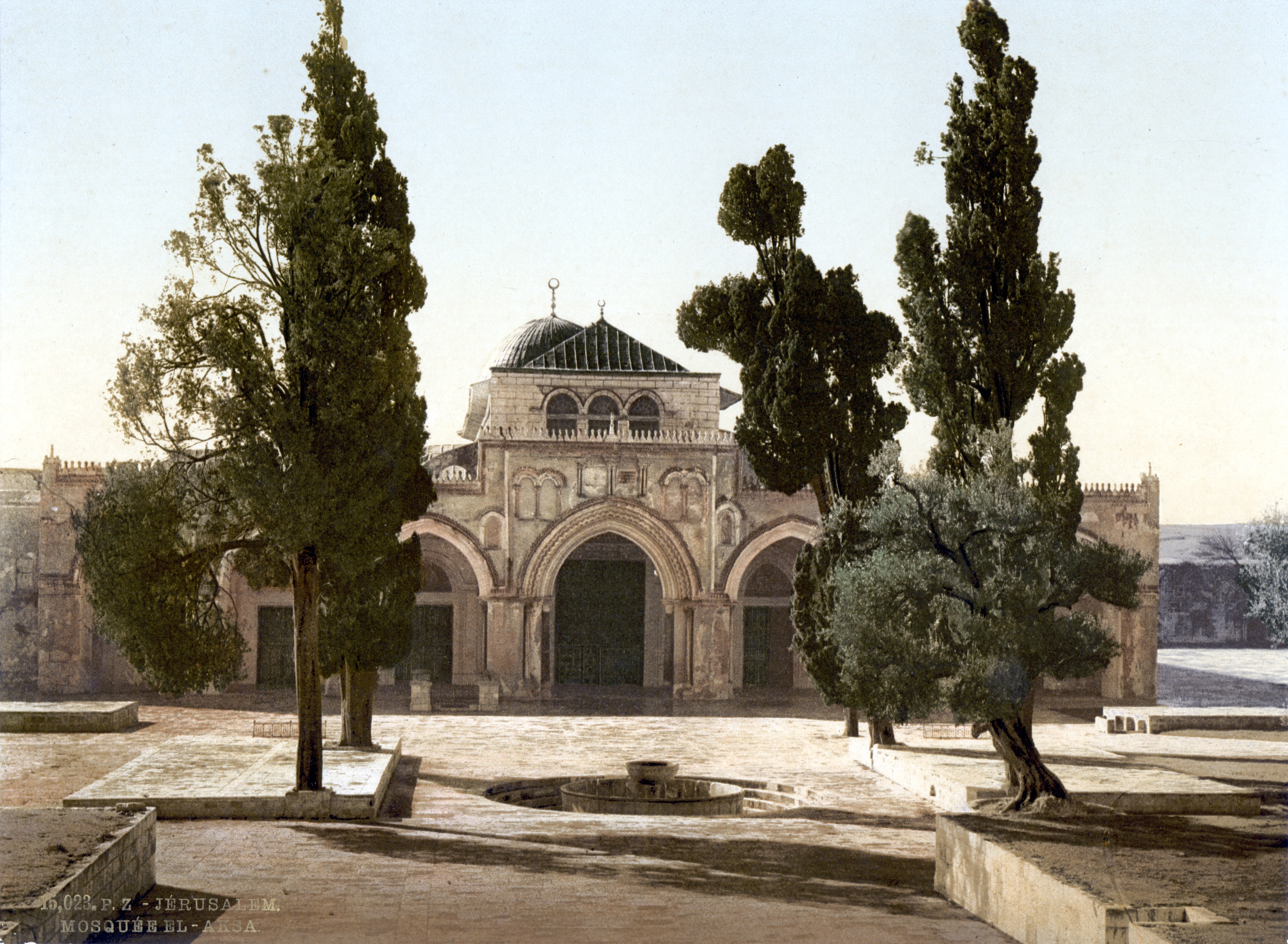
al-Aqsa-Moschee, um 1900
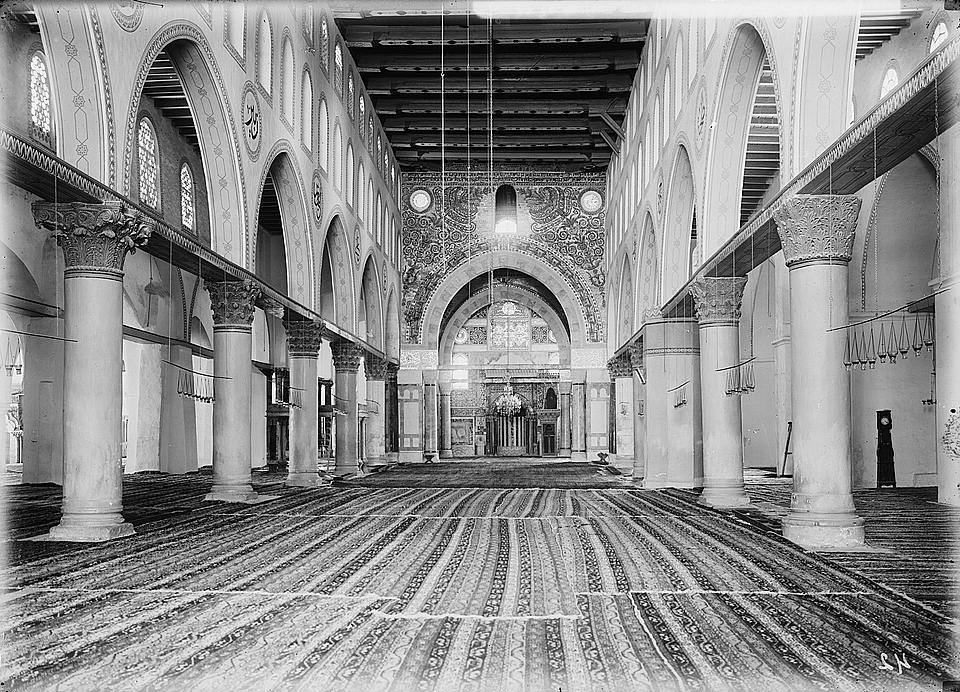
Innenraum, um 1920
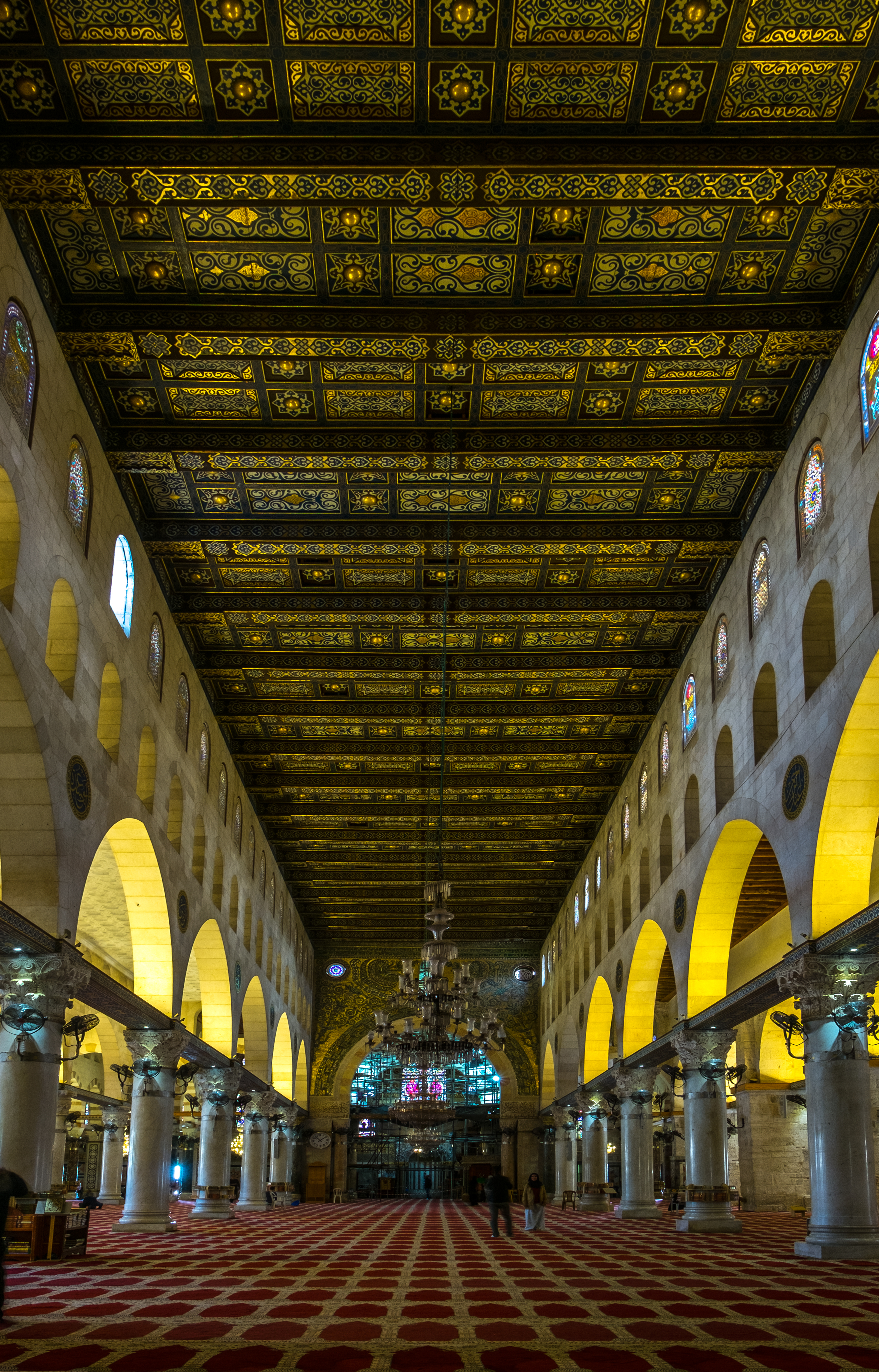
Innenraum, 2016
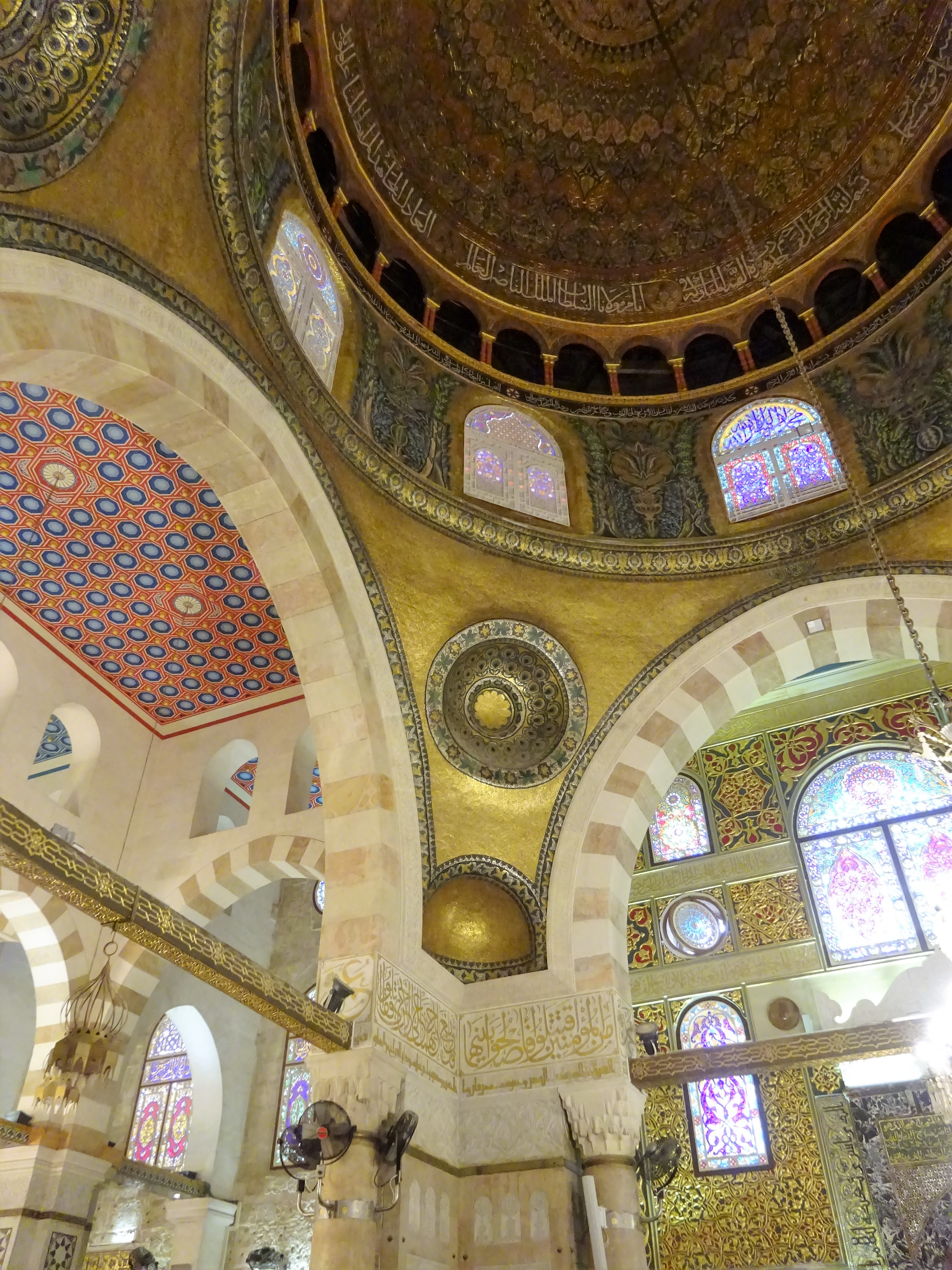
Teil der Kuppel 2018
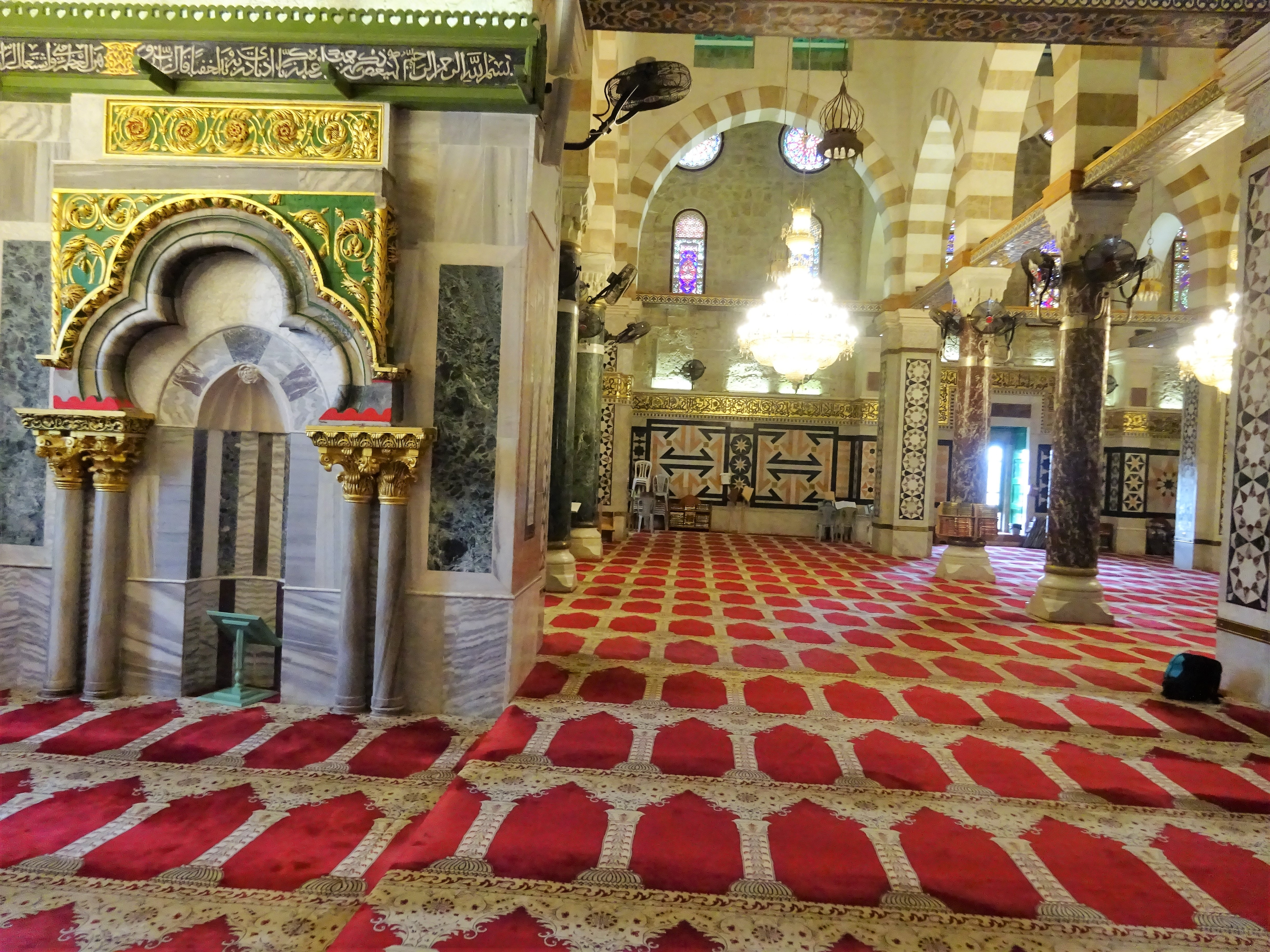
Linkes Seitenschiff des Innenraums, 2018
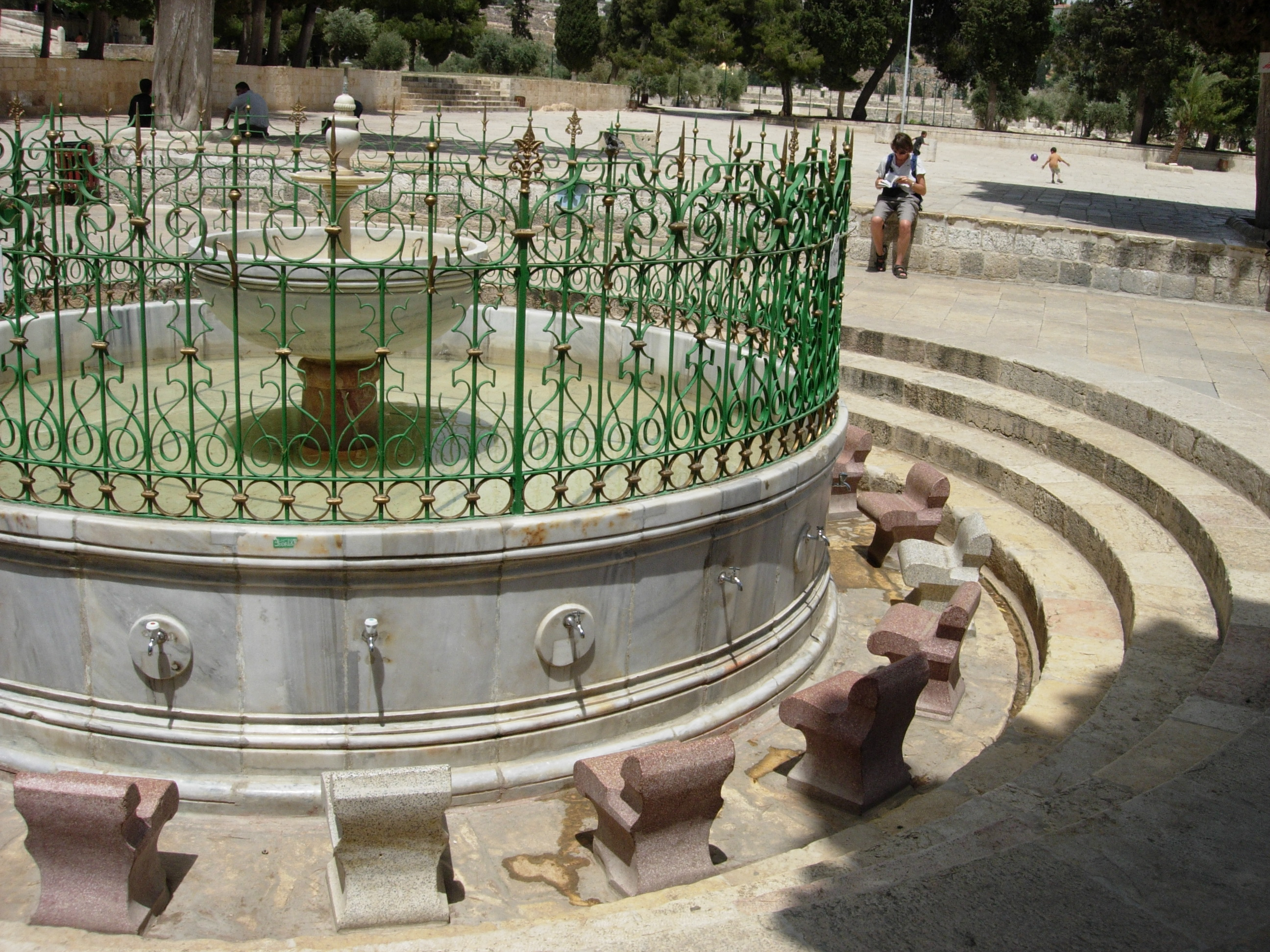
al-Kas (Brunnen), 2007
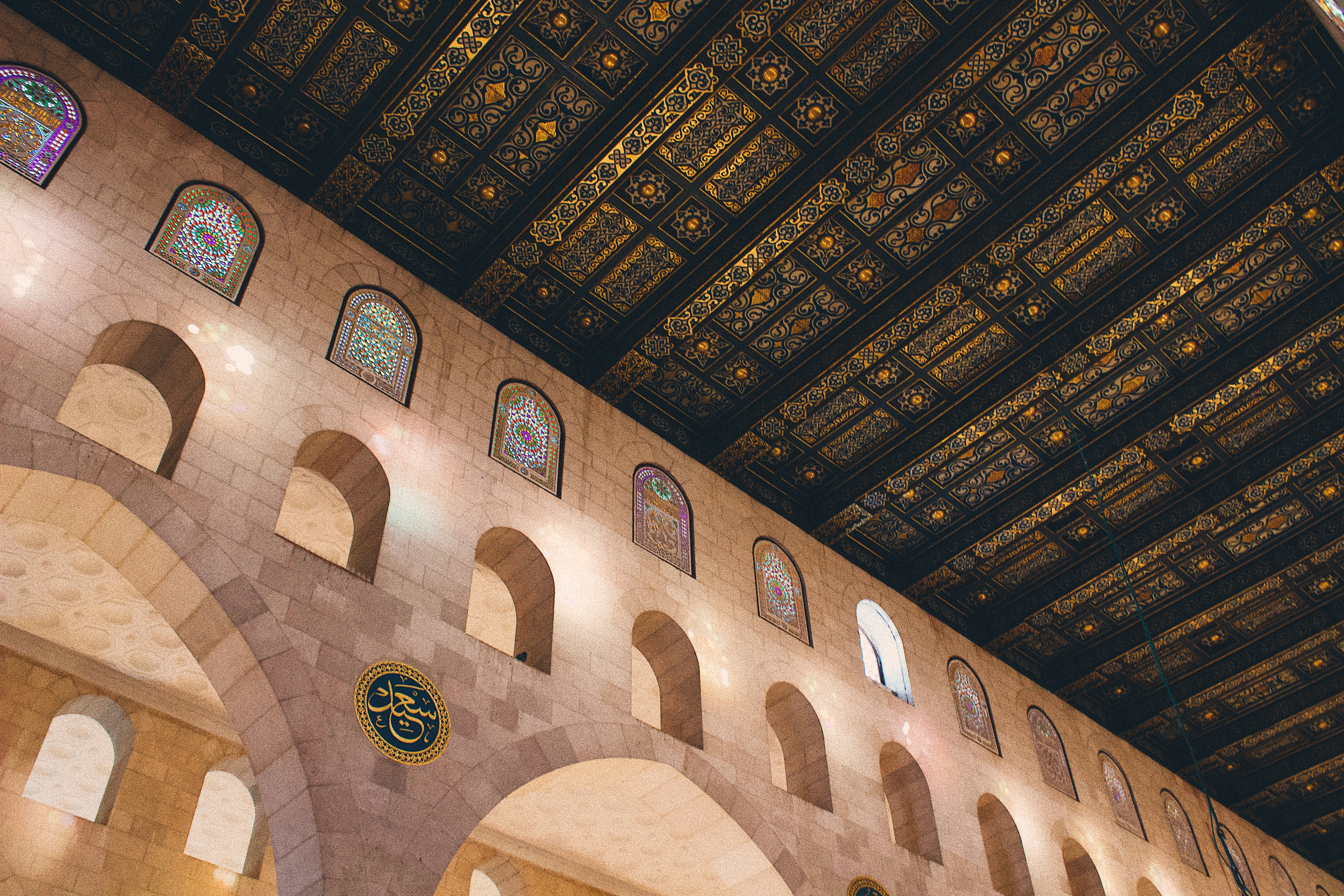
Decke des Betsaals (2019)
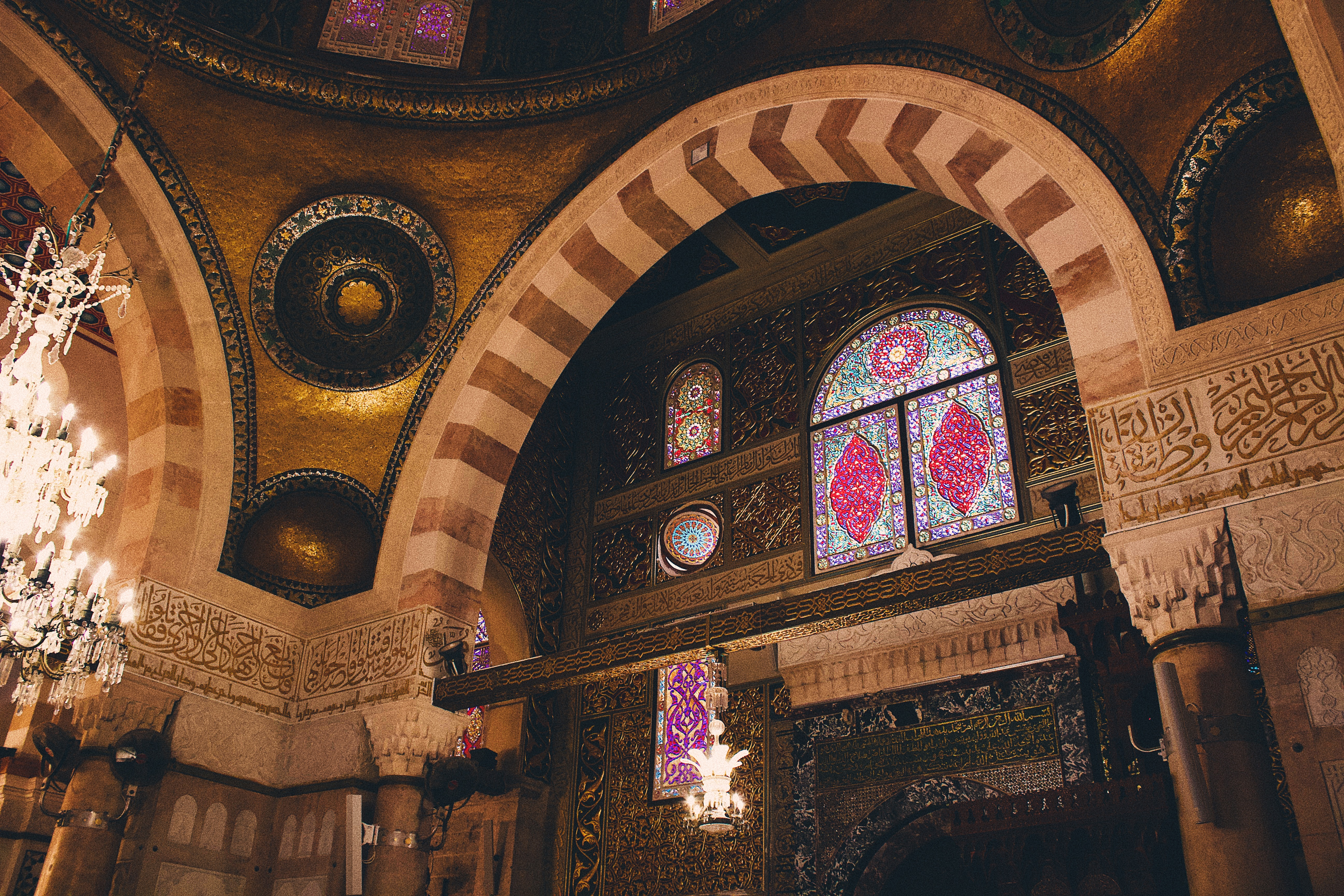
Blick über den Mihrab (2019)
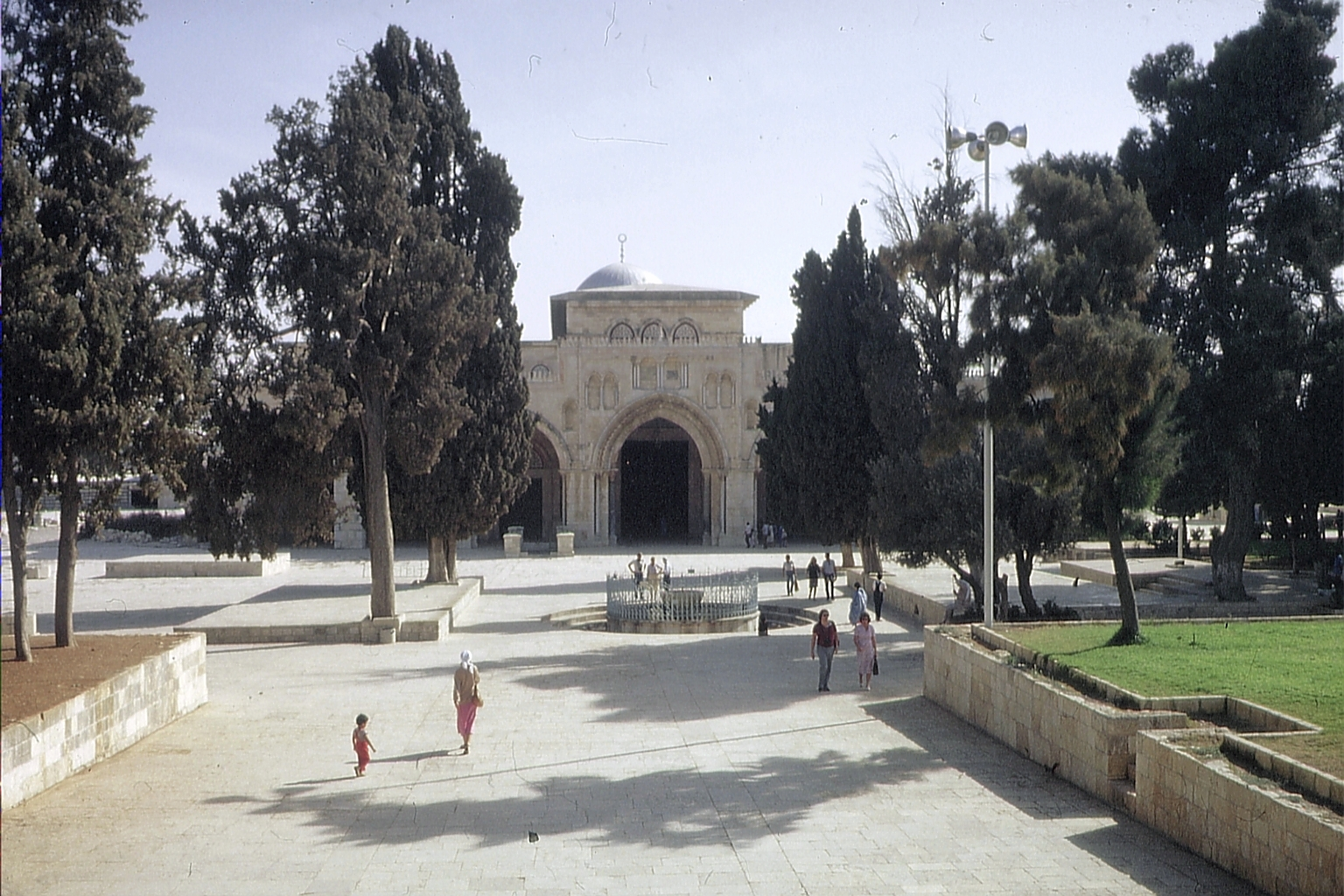
al-Aqsa, Eingangsbereich auf der Nordseite, 1981